# Jane Thomas Rogers
Janet Thomas, más conocida popularmente por su nombre artístico Jane Thomas Rogers (Kaduna, Nigeria, 10 de mayo de 1980) es una actriz nigeriana. Se convirtió en estrella con sus cortometrajes titulados Begger 101 y Rich Fiance, la actriz ganadora de premios había recibido críticas positivas y transmisión rotatoria en estaciones de televisión nacionales como canales de cable: African Magic Showcase, African Magic Urban, African Magic Hausa. y Daddin Kowa en Startimes en las siguientes películas Tinsel, Battle Ground temporada 2, Mechanic Workshop, Faulty Foundation, Wedding Nights, Boon of theighteous, Burin Duniya, Tsaka, Tsirin, Magarwata, por mencionar algunos. Actualmente es Secretaria Financiera Nacional, al noroeste de la Asociación de Cineastas del Norte de Nigeria (NFAN). En 2020, ganó un Premio Humanitario de APCN a la Mejor Actriz de Cine del Año presentado por la famosa leyenda de la música africana y embajadora Evi Edna Ogholi.

## Filmografía
- 2020: Begger 101
- 2020: Rich Fiance